# Caves médiévales de Montreuil-sur-Mer
Les Caves médiévales de Montreuil-sur-Mer sont des caves situées à Montreuil-sur-Mer, dans le département du Pas-de-Calais (région Hauts-de-France) et construites à partir du XIIIe siècle. 

## Localisation
Les caves sont sises au no 88 et no 90 rue Pierre-Ledent, à l'angle de la rue des Juifs.

## Historique
C'est dans un contexte économique de plein essor que ces caves sont construites au XIIIe siècle et XIVe siècle. Voûtées d'ogives nervurées, elles retombaient, à l'origine, sur des colonnes monolithes de grès partiellement enchâssées dans des murs de refend qui témoignent d'une utilisation ultérieure différente. Ces caves se distinguent par la qualité de leurs voûtements et de la construction de leur bâti.
Elles font l’objet d’une inscription au titre des monuments historiques depuis le 14 décembre 2012.
Elles sont la propriété de la commune.

## Pour approfondir